# Paul Kohlmann
Paul Kohlmann (* 7. Februar 1894 in Schöneberg bei Berlin; † 17. Oktober 1956 in Berlin-Wilmersdorf) war ein deutscher Handwerker (Schleifer) und Politiker (KPD).

## Leben
Kohlmann besuchte die Volksschule. Anschließend erlernte er das Schleiferhandwerk. Nach dem Ersten Weltkrieg schloss Kohlmann sich der Kommunistischen Partei Deutschlands (KPD) an. Für diese wurde er im September 1930 als Abgeordneter für den Wahlkreis 3 (Potsdam II) in den Reichstag gewählt, dem er bis zum Juli 1932 angehörte. Nach der Gründung des Einheitsverbandes der Metallarbeiter Berlins (EVMB) im November 1930 besetzte Kohlmann einen Posten im engeren Vorstand dieser kommunistischen Gewerkschaft. Der EVMB gilt als der erste eigenständige „rote Verband“ der Revolutionären Gewerkschafts-Opposition (RGO). Kohlmann übernahm die Leitung der EVMB-Betriebssektionen im Siemens-Konzern, wo er jahrelang als Schleifer tätig war. Außerdem wurde er Leiter des Verbandsbezirks Berlin-Nordwest (Spandau, Siemensstadt). Der Maschinenschlosser Walter Kautz löste ihn Anfang 1931 in dieser Funktion ab. Das Amt Kohlmanns in den Siemens-Werken wurde Ende 1931 von Alex Meyer übernommen. Nachdem Kohlmann 1932 nicht mehr von der KPD zu den Reichstagswahlen aufgestellt wurde, soll er sich aus der politischen und gewerkschaftlichen Arbeit zurückgezogen haben. Während der NS-Herrschaft wurde Kohlmann, der seit 1941 verheiratet war, wiederholt verhaftet. Nach Kriegsende lebte er in Berlin (West).